# Ámor op. 1
Az Ámor Op. 1 1972-ben bemutatott magyar rajzfilm, amelyet Dargay Attila rendezett. A forgatókönyvet Dizséri Eszter és Vásárhelyi Magda írta, a zenéjét Pethő Zsolt szerezte. A mozifilm a Pannónia Filmstúdió gyártásában készült.

## Rövid tartalom
Rómeó és Júlia addig civakodott, amíg Ámor nyila utol nem érte őket…

## Alkotók
- Rendezte: Dargay Attila
- Írta: Dizseri Eszter, Vásárhelyi Magda
- Zenéjét szerezte: Pethő Zsolt
- Operatőr: Henrik Irén
- Hangmérnök: Bársony Péter
- Vágó: Hap Magda
- Tervezte: Dargay Attila, Sajdik Ferenc
- Gyártásvezető: Csillag Márta

Készítette a Pannónia Filmstúdió.